# الدببة الطيبون (شخصيات خيالية)
الدببة الطيبون (بالإنجليزية: Care Bears) هي دببة متعددة الألوان، رسمتها الفنانة إيلينا كوتشاريك في عام 1981 لاستخدامها في بطاقات المعايدة من التحيات الأمريكية.
يتميز كل دب من دببة الطيبون بلون أو درجة لون مختلفة، وله صورة فريدة على بطنه (تُعرف في وسائل الإعلام المختلفة باسم "رموز البطن" أو "شارات البطن") تُمثل شخصيته أو تخصصه. تضم عائلة دببة الطيبة أيضًا "أبناء عمومة دببة الطيبة"، الذين يتميزون بحيوانات مختلفة، مثل الأسد، القرد، البطريق، الفيل، الأرنب، الراكون، الكلب، القط، الخروف والخنزير، جميعها مصممة بنفس أسلوب دببة الطيبون.